# Delhi (territorium)
Delhi (Hindi: दिल्ली, Dillī; Urdu: دلی; Punjabi: ਦਿੱਲੀ) is het nationaal hoofdstedelijk territorium (Engels: National Capital Territory, NCT) van India. Het heeft een oppervlakte van 1483 km² en 16.787.941 inwoners (2011). Het territorium bestaat hoofdzakelijk uit de gelijknamige metropool Delhi, waaronder de hoofdstad van India: New Delhi.
Het territorium grenst in het westen aan de staat Haryana en in het oosten aan de staat Uttar Pradesh. De meest gesproken talen zijn het Hindi en het Urdu. 

## Districten
Het territorium is onderverdeeld in elf districten:
|  | - Centraal-Delhi - New Delhi - Noord-Delhi - Noordoost-Delhi - Noordwest-Delhi - Oost-Delhi - Shahdara - West-Delhi - Zuid-Delhi - Zuidoost-Delhi - Zuidwest-Delhi |

## Gemeenten en plaatsen
Het Nationaal Hoofdstedelijk Territorium van Delhi herbergt drie gemeenten, die van Delhi (Municipal Corporation of Delhi (MCD)), New Delhi (New Delhi Municipal Council (NDMC)) en Delhi Cantonment (Delhi Cantonment Board). Plaatsen met meer dan 100.000 inwoners (2001) die buiten deze drie gemeenten vallen zijn:
| - Bhalswa Jahangir Pur - Kirari Suleman Nagar - Sultan Pur Majra - Karawal Nagar |  | - Dallo Pura - Nangloi Jat - Deoli |

## Openbaar vervoer
Delhi beschikt over een metrosysteem, de metro van Delhi. Het systeem bestaat uit vier lijnen, maar er zijn verschillende lijnen in aanbouw, of zijn gepland.